# Pematang (Kalianda)
Pematang is een bestuurslaag in het regentschap Lampung Selatan van de provincie Lampung, Indonesië. Pematang telt 1889 inwoners (volkstelling 2010).